# Диграфија
Диграфија се односи на употребу два (двоазбучје) или више (вишеазбучје) писма у оквиру једног језика. Диграфија може бити синхрона (истовремена), што значи да се два или више писама користе истовремено, или дијахрона, а то значи да су се користила и мењала у различитим временским периодима, на пример да је једно писмо заменило друго у неком историјском моменту.

## Синхрона диграфија
Пример синхроне диграфије је српски језик. Српска ћирилица и српска латиница су у употреби у Србији и осталим земљама у окружењу насељеним српским становништвом практично потпуно подједнако, што значи да оба писма једнако добро познају и употребљавају сви говорници овог језика. Готово сви писмени Срби способни су да пишу и читају на оба писма, до те мере да често ни не примећују којим се од ова два система служе.
Поједини стручњаци указују да јапански језик такође представља пример синхроне диграфије, будући да користи три различита писма. Међутим, други стручњаци се овој тези противе указујући на чињеницу да су сва та три писма део истог система, само што имају различиту функцију у односу на стил или контекст у којем се користе. Супротно томе, у српском је увек могуће користити било које писмо без обзира на контекст или стил, а да се тиме ништа не промени. Треба ипак напоменути да неки Срби радије користе ћирилицу, а други латиницу. Појединци су чак заговорници да у српском треба укинути диграфију, било на рачун ћирилице, било на рачун латинице.
Други пример је у малајском језику, који најчешће користи латиницу, али у неким подручјима (као што су Брунеји) такође је у употреби прилагођени арапски алфабет познат под именом јаби.
Примери синхроне диграфије присутни су у многим језицима који не користе латиницу, нарочито у компјутерским или SMS порукама, због одсуства одговарајуће тастатуре. У таквим случајевима, латиница се често користи као замена, упркос томе што у датим језицима ово писмо није стандардизовано.

## Дијахрона диграфија
Има много примера дијахроне диграфије у којима је најпре коришћено једно писмо а затим замењено другим. На пример румунски који је прво користио ћирилицу, а затим прешао на латиницу. Слично важи и за турски и свахили који су у почетку користили арапско писмо па прешли на латиницу, као и за многе бивше републике Совјетског Савеза из средње Азије које су прихватиле ћирилицу утапањем у СССР.
Српски је уједно пример и за дијахрону диграфију јер је у неким историјским моментима и подручјима користио још два писма - глагољицу и, под утицајем Турске, арапски алфабет. Исто важи и за хрватски.